# NES Open Tournament Golf
NES Open Tournament Golf, також відома під назвою Mario Open Golf (яп. マリオオープンゴルフ, Mario Ōpun Gorufu)) — спортивна відеогра, розроблена і випущена Nintendo для NES в 1991 році. NES Open Tournament Golf — це друга гра, присвячена гольфу для Nintendo, першою була Golf.
| Відеоігри | Це незавершена стаття про відеоігри. Ви можете допомогти проєкту, виправивши або дописавши її. |